# Ҍ
Ҍ, Ҍ̇, ҍ, ҍ̇（半软音符号，俄语 полумягкий знак）是一个在基尔丁萨米语使用的西里尔字母。